# David Nellist
David Nellist, auch Dave Nellist, (* 1. Januar 1969 in Green Hospital, Wallsend, Tyne and Wear, England, Vereinigtes Königreich) ist ein englischer Schauspieler.
In der Benfield School begann er mit der Schauspielerei. Sein erstes Geld verdiente er als Betreuer von Sehbehinderten. Er studierte am Rose Bruford College Schauspielerei.

## Filmographie
- 1992: Spender
- 1995: The Gambling Man
- 1995: Sorry About Last Night
- 1997: Expedition in die Geisterschlucht
- 1997: The Student Prince
- 1999: Badger
- 2000: Rhona
- 2001: Green-Eyed Monster
- 2002: Breeze Block
- 2003: The Bill
- 2004–2005: 55 Degrees North
- 2006: Northern Lights
- 2006: Ghostboat
- 2009: M.I.High
- 2009: The Omid Djalili Show
- 2011: Sisters’ Hood – Die Mädchengang
- 2012: Viel Lärm um nichts
- 2013: Murder on the Victorian Railway
- 2015: Boy Meets Girl
- 2010–2016: Sherlock:
  - 2010: Nichtausgestahler Pilot
  - 2010: Ein Fall von Pink
  - 2016: Die Braut des Grauens
- 2016: Holby City
- 2016: Harley & the Davidsons – Legende auf zwei Rädern
- 2017: Taboo
- 2017: Coronation Street
- 2018: Falling Downhill
- 2018: Twelfth Night
- 2019: A Confession
- 2021: Bull
- 2022: Shakespeare & Hathaway – Private Investigators
- 2022: The Walk-In
- 2023: Stonehouse
- 2023: Archie
- 2023: Cages
- 2024: Waterloo Road
- 2024: Sebastian
- 2024: EastEnders
- 2024: Casualty
- 2025: Suspect: The Shooting of Jean Charles de Menezes